# Hoplophthiracarus cacainus
Hoplophthiracarus cacainus är en kvalsterart som beskrevs av Wojciech Niedbała 2004. Hoplophthiracarus cacainus ingår i släktet Hoplophthiracarus och familjen Phthiracaridae. Inga underarter finns listade i Catalogue of Life.